# Deutsche Botschaft Dakar
Die Deutsche Botschaft Dakar ist die Diplomatische Vertretung Deutschlands in der Republik Senegal.

## Zuständigkeit und Gebäude
Der Amtsbezirk der Botschaft umfasst die Länder Senegal, Gambia und Guinea-Bissau. Der Leiter der Vertretung ist in den drei Ländern als Botschafter mit Sitz in Dakar akkreditiert. Den Ländern des Amtsbezirkes entsprechend korrespondiert die Botschaft in den Sprachen Französisch und Englisch. In Banjul sowie in Bissau gibt es Verbindungsbüros der Botschaft.
Die Botschaft liegt im Stadtbezirk Dakar Plateau in einem dreigeschossigen Gebäude auf dem durch massive Umfassungsmauern eingefriedeten Eckgrundstück 20, Avenue Pasteur, Ecke Rue Mermoz.
Die Lage der Botschaft ist zentral im Regierungsviertel: Die Assemblée nationale (Nationalversammlung) ist 250 Meter entfernt und bis zum Palais de la République, dem Amtssitz des Staatspräsidenten, sind es 600 Meter.
Die zwischen 1978 und 1985 erstellten Neubauten der Residenz des Botschafters und der Kanzleiräume der Botschaft wurden von dem Darmstädter Architekturbüro Seidel, Hausmann & Partner geplant. Im Garten der Residenz findet sich als Kunstwerk eine 1975 von Fritz Koenig geschaffene, 2,67 Meter hohe Bronzeskulptur „Kugelkopfsäule“. Am Haupteingang des Kanzleigrundstücks wurde Horst Antes’ Werk „Kopf für Dakar“ (Cortenstahl, 1980, 1,70 m hoch, 45 cm tief) platziert.

## Geschichte
Vor der Unabhängigkeit Senegals eröffnete die Bundesrepublik Deutschland am 15. Dezember 1955 unter der Leitung von Konsul Walter Reichhold ein Konsulat in Dakar im damaligen Französisch-Westafrika, das auch für Togo, Gambia und Guinea-Bissau zuständig war.
Senegal und die Bundesrepublik Deutschland nahmen am 23. September 1960 diplomatische Beziehungen auf; Beziehungen zur DDR folgten am 22. August 1973.
Das vormalige Konsulat in Dakar wurde zum Amtssitz des ersten Botschafters, Walter Reichhold.